# Island-Plume
Der Island-Plume ist ein Aufstrom anomal heißen Gesteins im Erdmantel unter Island, dessen Ursprung wahrscheinlich an der Grenze zwischen Erdkern und Erdmantel in ca. 2.880 km Tiefe liegt. Er ist nach der gängigen Lehrmeinung, der Plume-Theorie von W. Jason Morgan, die Ursache für die Entstehung Islands und für ihren Vulkanismus, der die Insel bis heute prägt.

## Erdgeschichtliche Entwicklung

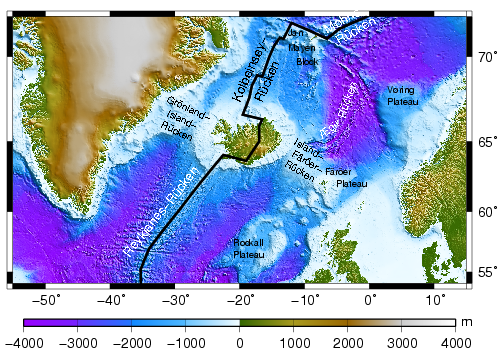
Topographie/Bathymetrie des Nordatlantik um Island

Der Plume, der den Namen Islands trägt und heute ziemlich genau unter der Mitte der Insel liegt, ist erheblich älter als Island. Vulkanische Gesteine, die mit ihm in Verbindung gebracht werden, sind auf beiden Seiten der südgrönländischen Küste zu finden und datieren im Fall Südwestgrönlands etwa 58–64 Mio. Jahre zurück; sie fallen damit mit der Öffnung des Nordatlantik im späten Paläozän und frühen Eozän zusammen. Man geht davon aus, dass der Vulkanismus dadurch verursacht wurde, dass heißes Material des Plumekopfes in Bereiche unter der Lithosphäre geströmt ist, die durch vorherige Riftbildung bereits ausgedünnt war und dort große Mengen an Schmelze produziert hat. Die genaue Position des Plumes in diesem Zeitraum ist strittig, lag aber vermutlich unter Zentralgrönland; ebenso ist noch nicht eindeutig geklärt, ob der Plume erst zu diesem Zeitpunkt aus dem tiefen Mantel aufgestiegen ist oder ob er wesentlich älter ist und auch den alten Vulkanismus in Nordgrönland, auf der Ellesmere-Insel und im Arktischen Ozean (Alpharücken) verursacht hat.
Mit fortschreitender Öffnung des Nordatlantik östlich von Grönland im Verlauf des Eozän begannen Nordamerika und Eurasien auseinanderzudriften; der Mittelatlantische Rücken bildete sich als ozeanisches Spreizungszentrum und Teil des submarinen Vulkansystems der Mittelozeanischen Rücken. Bei diesen Plattenbewegungen schob sich Grönland über den Island-Plume hinweg; verschiedene Untersuchungen lokalisieren den Plume vor etwa 40 Mio. Jahren unter oder etwas östlich der südostgrönländischen Küste (Scoresby-Sund, Watkins-Gebirge) und setzen ihn in Beziehung zur Nordatlantischen Flutbasaltprovinz. Im Verlauf der weiteren Ozeanöffnung und Plattendrift näherten sich Plume und Mittelatlantischer Rücken einander, und schließlich gelangte ein Teil des Plumekopfes in den Bereich dünner Lithosphäre am Rücken, wo es nun zu erhöhter Schmelz- und Krustenbildung kam; diese nahm zu, je mehr sich beide aufeinander zubewegten. Der Grönland-Island- und der Färöer-Island-Rücken, beides Bereiche stark verdickter ozeanischer Kruste, sind Spuren dieses Stadiums der Konvergenz vor der Bildung Islands.
Die älteste Kruste von Island selbst ist über 20 Mio. Jahre alt und wurde an einem alten, heute erloschenen mittelozeanischen Spreizungszentrum im Bereich der Westfjorde (Vestfirðir) gebildet. Die westwärts gerichtete Wanderung der Platten und damit des Rückens über den Plume hinweg und die starke thermische Anomalie des Plumes führten dazu, dass dieses alte Spreizungszentrum vor 15 Mio. Jahren abstarb und sich weiter östlich, im Gebiet der heutigen Halbinseln Skagi und Snæfellsnes, ein neues bildete; in letzterem gibt es mit dem Vulkan Snæfellsjökull noch heute eine gewisse Restaktivität. Das Spreizungszentrum, und damit die Hauptaktivität, verschoben sich jedoch vor 7–9 Mio. Jahren wiederum nach Osten und bildeten die heutigen vulkanischen Zonen im Südwesten (WVZ; Reykjanes–Hofsjökull–Vatnajökull) und Nordosten (NVZ; Vatnajökull–Tjörnes). Derzeit findet ein langsames Abklingen der Aktivität in der WVZ statt, während die vor 3 Mio. Jahren initiierte Vulkanzone im Südosten (Katla–Vatnajökull) sich entwickelt.
Neben der Bildung Islands hat der Plume auch die Krustenbildung der angrenzenden Abschnitte des Mittelatlantischen Rückens beeinflusst, vor allem des Reykjanes-Rückens südwestlich der Insel. Man beobachtet dort eine deutliche Verdickung der Erdkruste und eine anomale Anhebung des Meeresbodens, die auf eine heiße, vom Plume ausgehende Mantelströmung entlang der dünnen Lithosphäre unter dem Rücken zurückgeführt wird; die Variationen der Krustendicke, die ein Muster von ineinandergeschachtelten, von Island wegweisenden Vs bilden, zeigen dabei, dass dieser Fluss nicht gleichmäßig gewesen ist. Eine der verschiedenen Möglichkeiten, dieses Muster zu erklären, stützt sich auf die Wechselwirkung der Verschiebung des Spreizungszentrums mit dem Plumekopf.

## Geophysikalische und geochemische Beobachtungen
Informationen über die Struktur des tiefen Erdinneren können nur indirekt mit geophysikalischen und geochemischen Methoden gewonnen werden. Für die Untersuchung des Island-Plumes wie auch anderer Plumes haben sich neben gravimetrischen und Geoiduntersuchungen vor allem seismologische Methoden und geochemische Analysen eruptierter Laven bewährt. Numerische Modelle der geodynamischen Prozesse versuchen, diese Beobachtungen zu einem schlüssigen Gesamtbild zu integrieren.

### Seismologie
Ein wichtiges Verfahren zur Abbildung von großräumigen Strukturen im Erdinnern ist die seismische Tomographie, bei der das Untersuchungsgebiet „durchleuchtet“ wird, indem Erdbebenwellen von verschiedenen Beben aus möglichst verschiedenen Richtungen mit einem Netz von Seismometern registriert werden. Die Größe des Netzes ist hierbei entscheidend für die Größe des Gebietes, das zuverlässig abgebildet werden kann. Für die Untersuchung des Island-Plumes ist sowohl globale Tomographie, bei der der gesamte Erdmantel mithilfe von Daten weltweit verteilter Stationen mit relativ geringer Auflösung abgebildet wird, als auch regionale Tomographie, bei der ein auf Island beschränktes Seismometernetz den Erdmantel bis in 400–450 km Tiefe mit höherer Auflösung abbildet, verwendet worden.
Regionale Studien aus den 1990er Jahren (ICEMELT, HOTSPOT) zeigen eindeutig, dass unter Island bis in mindestens 400 km Tiefe eine grob zylindrische Struktur mit einem Radius von 100–150 km existiert, in der die Geschwindigkeit seismischer Wellen um bis zu 3 % (P-Wellen) bzw. über 4 % (S-Wellen) gegenüber dem Referenzmodell herabgesetzt wird; neueste Analysen dieser Daten deuten sogar auf eine noch stärkere Reduktion hin. Rechnet man dies mithilfe gesteinsphysikalischer Modelle in eine Temperaturanomalie um, so ergibt sich, dass der Erdmantel dort 150–250 °C heißer als normal ist. Eine gewisse Unsicherheit in den Modellen ergibt sich durch das begrenzte Auflösungsvermögen der seismischen Tomographie: ein heißer, schmaler Plume ist von einem weniger heißen, breiteren nur schwer zu unterscheiden.
Die globale Tomographie bestätigt, dass im oberen Erdmantel unter Island eine starke Anomalie mit deutlich erniedrigten seismischen Geschwindigkeiten vorhanden ist. Für den unteren Erdmantel (unterhalb von 660 km Tiefe) ist das Bild widersprüchlicher. In allen Untersuchungen wird die Anomalie dort deutlich schwächer und hat eine unregelmäßigere Gestalt; in einigen Tiefenbereichen scheint sie sogar ganz zu verschwinden, wobei diese Tiefenlage nicht bei allen Studien gleich ist. Mit anderen seismologischen Verfahren wurde an der Kern-Mantel-Grenze unter Island ebenfalls ein anomal heißer Bereich entdeckt, und auch die Struktur der seismischen Diskontinuitäten in 410 und 660 km unter Island weist auf erhöhte Temperaturen hin. Daher geht die Mehrheit der Wissenschaftler davon aus, dass die schwächere Signatur des Plumes im unteren Mantel einerseits mit eventueller zeitlicher Variabilität des Plumes und/oder der Änderung der physikalischen Eigenschaften des Mantels mit der Tiefe, andererseits mit den Beschränkungen der Methode und der verfügbaren Daten zu erklären ist, der Plume sich aber in jedem Fall durch das gesamte Tiefenintervall des Erdmantels erstreckt.

### Geochemie
Zahlreiche Studien haben die geochemische Signatur der Laven untersucht, die in Island und dem Nordatlantik vorkommen. Sie ergeben ein außerordentlich komplexes, teilweise noch widersprüchliches Bild, stimmen aber auch in einer Reihe wichtiger Punkte überein. So wird nicht bestritten, dass die Quelle des Vulkanismus im Erdmantel chemisch und petrologisch heterogen ist: an der Entstehung der Schmelzen ist nicht nur der normale Peridotit des oberen Mantels beteiligt, sondern offenbar auch Eklogit, dessen Herkunft in metamorphisierter, sehr alter ozeanischer Kruste vermutet wird, die bei der Subduktion eines Ozeans vor mehreren hundert Millionen Jahren in den Erdmantel gelangt ist; ferner findet man z. B. anhand der Isotopenverhältnisse von Edelgasen Hinweise darauf, dass es auch einen Beitrag von Gestein aus dem unteren Mantel gibt.
Die Variationen im Gehalt von Spurenelementen wie Helium, Blei, Strontium, Neodym u. a. zeigen deutlich, dass Island auch geochemisch eine Anomalie im Vergleich zum restlichen Nordatlantik darstellt. Das Verhältnis von He-3 zu He-4 hat z. B. ein ausgeprägtes, mit geophysikalischen Anomalien gut korreliertes Maximum auf Island, und das Abklingen dieser und anderer geochemischer Signaturen mit zunehmendem Abstand vom Plume erlaubt es, abzuschätzen, dass sich der Einfluss des Plumes etwa 1500 km entlang des Reykjanes-Rückens und mindestens 300 km entlang des Kolbeinsey-Rückens erstreckt. Je nachdem, welche Elemente man betrachtet und wie groß das Gebiet ist, aus dem Proben stammen, kann man bis zu sechs verschiedene Mantelquellen identifizieren, die jedoch nie alle an einem Ort anzutreffen sind.
Des Weiteren zeigen einige Studien, dass der Gehalt von Wasser, das in den Mantelmineralen gelöst ist, im Bereich des Island-Plumes zwei- bis sechsmal höher liegt als in Mantel unter ungestörten Teilen des Mittelozeanischen Rückens, wo er bei etwa 150 ppm angesetzt wird.

### Gravimetrie/Geoid

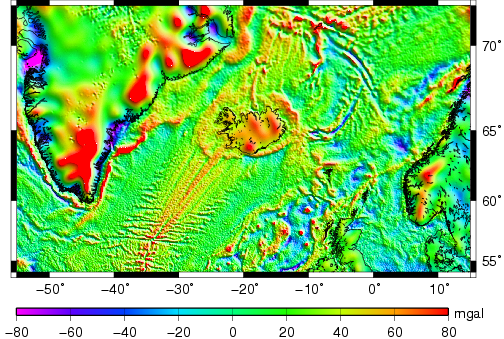
Freiluft-Schwereanomalien im Nordatlantik um Island. Zur besseren Darstellung ist die Farbskala auf Anomalien bis +80 mgal beschränkt.

Der Nordatlantik ist durch starke, großräumige gravimetrische und Geoidanomalien gekennzeichnet, in deren Zentrum Island liegt. Das Geoid erhebt sich dort in einem etwa kreisförmigen Gebiet von hunderten von Kilometern Durchmesser bis zu 70 m über das geodätische Referenzellipsoid, bzw. bis zu etwa 25 m über die hydrostatische Referenzfigur der Erde. Diese anomalen 25 m oder ein Teil davon können durch die dynamische Wirkung des aufströmenden Plumes erklärt werden, der dort die Erdoberfläche nach außen wölbt. Der Plume und die verdickte Kruste verursachen außerdem eine positive Schwereanomalie von ca. 60 mgal (=0,0006 m/s²) (Freiluft).

### Geodynamik
Seit Mitte der 1990er Jahre sind mehrere Versuche unternommen worden, die Beobachtungen mithilfe von numerischen geodynamischen Modellen der Mantelkonvektion zu erklären. Ziel dieser Modellrechnungen war unter anderem, den Widerspruch zu lösen, dass ein breiter Plume mit einer relativ geringen Temperaturanomalie besser mit der beobachteten Krustendicke, Topographie und Schwere zu vereinbaren ist, während ein schmaler heißer Plume besser zu seismischen und geochemischen Modellen passt. Die neuesten Modelle deuten darauf hin, dass der Plume vermutlich 180–200 °C heißer als der umgebende Mantel ist und sein Stamm einen Radius von ca. 100 km hat, d. h. die seismologischen Modelle werden bestätigt; Krustendicke, Topographie und Schwere können mit einem solchen Modell erklärt werden, wenn man berücksichtigt, dass der Verlust von im Mantelgestein gelösten Wasser beim Schmelzen das Strömungsverhalten des Plumes massiv verändert, so dass die entsprechenden Anomalien breiter werden und er weniger Schmelze erzeugt. Bisherige Modelle berücksichtigen die petrologische Heterogenität jedoch nicht oder nur stark vereinfacht.
Die im Abschnitt zur erdgeschichtlichen Entwicklung erwähnten V-Muster der Kruste des Reykjanes-Rückens werden von geodynamischen Modellen mithilfe von Pulsationen des Plumes, d. h. von Schwankungen des Massenflusses durch den Plumestamm, erklärt.

## Alternativmodelle
Wie eingangs erwähnt ist das Plumemodell die herrschende Lehrmeinung zur Erklärung der Entstehung Islands und seines Vulkanismus. Insbesondere die schwache Sichtbarkeit des Plumes in tomographischen Abbildungen des unteren Erdmantels und die geochemischen Hinweise auf Eklogit in der Mantelquelle haben jedoch bei einigen Wissenschaftlern wie Don L. Anderson Zweifel an der Gültigkeit des Plumemodells aufkommen lassen. Als Alternative werden Mechanismen vorgeschlagen, die sich auf Prozesse im oberen Erdmantel beschränken.
Nach einem dieser Modelle hat ein großes Stück der subduzierten Platte eines früheren Ozeans mehrere hundert Jahrmillionen im obersten Mantel überdauert, und die zu Eklogit gewordene ozeanische Kruste sorgt nunmehr für exzessive Schmelzbildung und den beobachteten Vulkanismus. Dieses Modell ist jedoch nicht durch dynamische Modellierungen fundiert, wird nicht durch die Datenlage erzwungen und lässt auch Fragen wie die nach der dynamischen und chemischen Stabilität eines solchen Körpers über einen solchen Zeitraum oder nach dem thermischen Effekt so massiver Schmelzbildung unbeantwortet.
Ein anderes Modell schlägt vor, dass der Aufstrom im Bereich von Island durch laterale Temperaturgradienten zwischen dem subozeanischen Mantel und dem benachbarten grönländischen Kraton angetrieben wird und damit ebenfalls nur auf die oberen 200–300 km des Mantels beschränkt ist. Allerdings ist dieser Konvektionsmechanismus unter den im Nordatlantik herrschenden Bedingungen hinsichtlich der Spreizungsrate des Mittelatlantischen Rückens vermutlich nicht groß genug und bietet auch keine einfache Erklärung z. B. für die beobachtete Geoidanomalie.

### Wissenschaftliche Beiträge
- Island-Seite von Richard Allen, UC Berkeley (englisch)
- Geology and geodynamics of Iceland, von Reidar G. Trønnes, Institute of Earth Sciences, Reykjavík (PDF, englisch) (2,02 MB)
- Ingi Th. Bjarnason, Harro Schmeling: The lithosphere and asthenosphere of the Iceland hotspot from surface waves, Geophys. J. Int., 178, 394–418, doi:10.1111/j.1365-246X.2009.04155.x  (Wiley lib.) (Abstract)
- Ingi Th. Bjarnason: An Iceland hot spot saga. Jökull, 2008 (PDF; 2,4 MB) (englisch)

### Andere
- Länderportal mit Informationen zur Geologie Islands